# Buldhana (huyện)
Huyện Buldhana là một huyện thuộc bang Maharashtra, Ấn Độ. Thủ phủ huyện Buldhana đóng ở Buldhana. Huyện Buldhana có diện tích 9661 ki lô mét vuông. Đến thời điểm năm 2001, huyện Buldhana có dân số 2226328 người.